# Batalla de Francavilla
La batalla de Francavilla (20 de junio de 1719) fue una victoria del ejército español al mando del Marqués de Lede sobre el austríaco del Conde de Mercy, en las cercanías de esta localidad siciliana.

## Antecedentes
Tras la destrucción de la escuadra española en la batalla del cabo Passaro (11 de agosto de 1718), el ejército español quedó aislado en Sicilia, mientras que los austríacos eran ayudados por la Armada Británica. En junio un ejército de 24.000 hombres, procedente de los Balcanes y curtido en la Guerra Turca, cruzó el estrecho de Mesina. Debido a ello, los españoles tuvieron que levantar el sitio de Milazzo y retirarse. Sin embargo, las tropas imperiales los alcanzaron, haciendo inevitable la batalla campal.

## La batalla
Los españoles se desplegaron hábilmente, protegidos por un río, el pueblo de Francavilla y por un convento de capuchinos donde establecieron una gran batería artillera. Los austríacos se situaron al norte de las posiciones españolas, en el llamado monte de las Tres Fontanas, y formaron tres columnas de ataque.
La primera atacó Francavilla y fue rechazada en tres ocasiones. La segunda logró tomar la primera línea de trincheras del monasterio capuchino, pero no la segunda, siendo herido el Conde de Mercy en el intento. La tercera atacó el flanco izquierdo de los españoles, pero fueron rechazados y tuvieron que huir tras sufrir fuertes bajas, incluyendo a su comandante, el general Holstein.
La batalla continuó hasta la tarde, cuando el contraataque de la caballería española obligó a los austriacos a retirarse, dejando 6.000 muertos y heridos en el campo de batalla.
El papel de la artillería, al mando de marqués de Villadarias, fue crucial provocando numerosas bajas y sembrando el caos en las líneas austriacas.

## Consecuencias
Al encontrarse aislado, el marqués de Lede no quiso arriesgarse a perseguir a los austriacos, que pudieron recuperarse de la derrota y emprender el sitio de Mesina (1719) —que cayó tras 9 intentos de asalto el 19 de octubre— y el sitio de Palermo. La guerra continuó hasta la firma del Tratado de La Haya en 1720. Las tropas españolas fueron repatriadas en mayo por la armada inglesa, y Sicilia quedó bajo dominio austriaco, al trocarla Víctor Amadeo II de Saboya por Cerdeña, hasta el año 1735, en que fue reconquistada por los Borbones españoles, después de la rendición de Trapani en junio.